# Amphoe Mueang Rayong
Amphoe Mueang Rayong (Thai อำเภอเมืองระยอง) ist ein Landkreis (Amphoe – Verwaltungs-Distrikt) in der Provinz Rayong. Die Provinz Rayong liegt im Osten der Zentralregion von Thailand.

## Geographie
Benachbarte Bezirke (von Westen im Uhrzeigersinn): die Amphoe Ban Chang, Nikhom Phatthana, Ban Khai, Wang Chan und Klaeng; alle gehören zur Provinz Rayong. Im Süden liegt der Golf von Thailand.

## Geschichte
Der Bezirk hieß ursprünglich Mueang. Er wurde 1917 in Tha Pradu (ท่าประดู่) umbenannt, nach seinem zentralen Tambon. 1938 wurde er erneut umbenannt, dieses Mal in seinen heutigen Namen Mueang Rayong.

## Wirtschaft und Umwelt

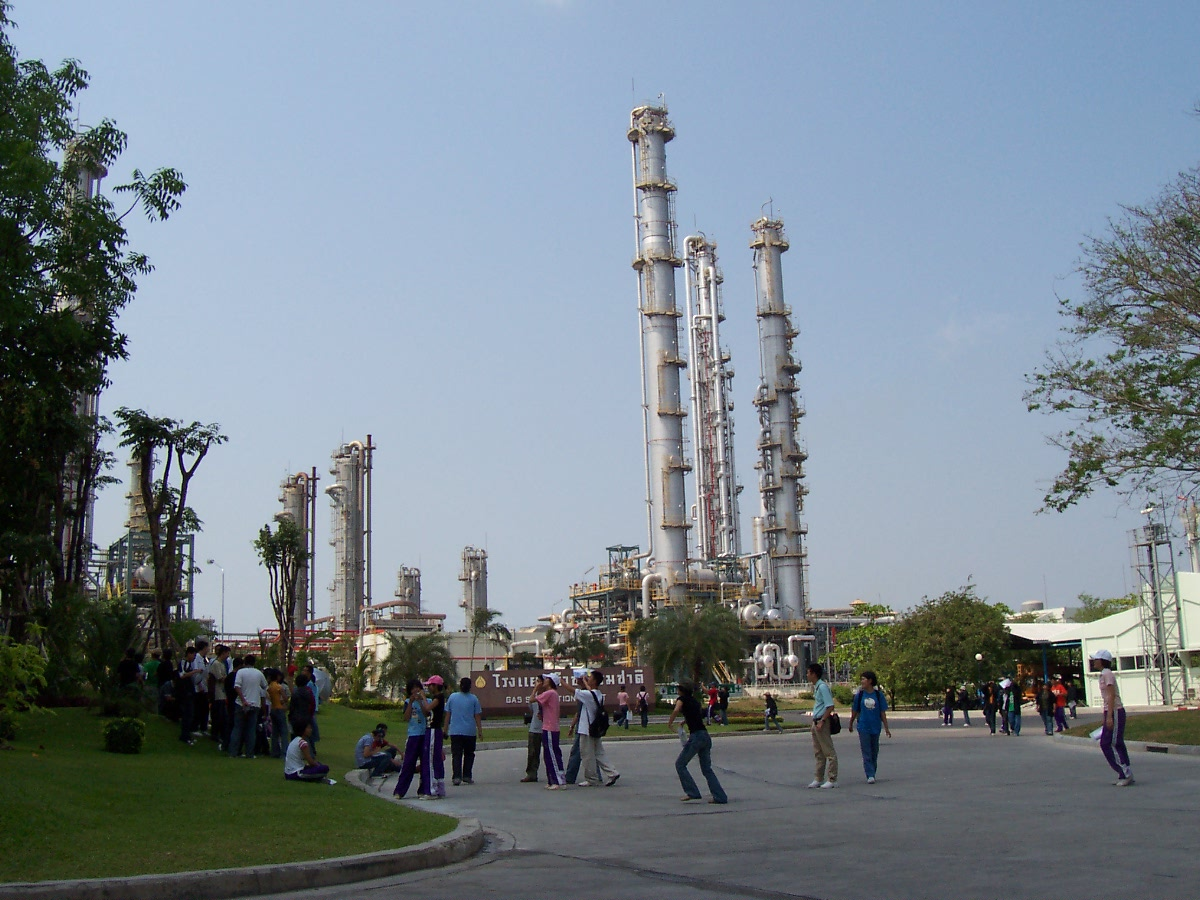
Anlage zur Erdgastrennung in Map Ta Phut

Das westlich der Stadt Rayong gelegene Tambon Map Ta Phut ist ein Zentrum der petrochemischen und Schwerindustrie Thailands und verfügt über einen Tiefwasserhafen. Bis 2006 haben sich in dem ehemaligen Fischerdorf über 100 Fabriken angesiedelt. Diese produzieren oftmals gefährliche Abfälle, die in vielen Fällen nicht ordnungsgemäß entsorgt werden. Industrieunfälle und Luftverschmutzung belasten die Umwelt und die Gesundheit der Bevölkerung in der Region stark.
Im Juli und August 2013 war das Gebiet in den internationalen Schlagzeilen, als nach einem Leck in einer Pipeline eine Ölpest auch die beliebte und unter Naturschutz stehende Urlaubsinsel Ko Samet erheblich verschmutzte.

## Verwaltung

### Provinzverwaltung
Der Landkreis Mueang Rayong ist in 15 Tambon („Unterbezirke“ oder „Gemeinden“) eingeteilt, die sich weiter in 83 Muban („Dörfer“) unterteilen.
| Nr. | Name         | Thai    | Muban | Einw.  |
| --- | ------------ | ------- | ----- | ------ |
| 01. | Tha Pradu    | ท่าประดู่  | 0-    | 20.592 |
| 02. | Choeng Noen  | เชิงเนิน  | 07    | 45.184 |
| 03. | Taphong      | ตะพง    | 16    | 19.401 |
| 04. | Pak Nam      | ปากน้ำ   | 0-    | 09.394 |
| 05. | Phe          | เพ      | 07    | 18.800 |
| 06. | Klaeng       | แกลง    | 07    | 11.557 |
| 07. | Ban Laeng    | บ้านแลง  | 07    | 06.915 |
| 08. | Na Ta Khwan  | นาตาขวัญ | 06    | 06.563 |
| 09. | Noen Phra    | เนินพระ  | 07    | 35.160 |
| 10. | Kachet       | กะเฉด   | 10    | 07.126 |
| 11. | Thap Ma      | ทับมา    | 07    | 24.344 |
| 12. | Nam Khok     | น้ำคอก   | 04    | 05.393 |
| 13. | Huai Pong    | ห้วยโป่ง  | 0-    | 18.713 |
| 14. | Map Ta Phut  | มาบตาพุด | 0-    | 23.618 |
| 15. | Samnak Thong | สำนักทอง | 05    | 05.337 |

### Lokalverwaltung
Es gibt eine Kommune mit „Großstadt“-Status (Thesaban Nakhon) im Landkreis:
- Rayong (Thai: เทศบาลนครระยอง) bestehend aus den kompletten Tambon Tha Pradu, Pak Nam und den Teilen der Tambon Choeng Noen, Noen Phra.

Es gibt eine Kommune mit „Stadt“-Status (Thesaban Mueang) im Landkreis:
- Map Ta Phut (Thai: เทศบาลเมืองมาบตาพุด) bestehend aus den kompletten Tambon Huai Pong, Map Ta Phut und den Teilen der Tambon Noen Phra, Thap Ma, Map Kha.

Es gibt sechs Kommunen mit „Kleinstadt“-Status (Thesaban Tambon) im Landkreis:
- Choeng Noen (Thai: เทศบาลตำบลเชิงเนิน) bestehend aus Teilen des Tambon Choeng Noen.
- Noen Phra (Thai: เทศบาลตำบลเนินพระ) bestehend aus Teilen des Tambon Noen Phra.
- Nam Khok (Thai: เทศบาลตำบลน้ำคอก) bestehend aus dem kompletten Tambon Nam Khok.
- Klaeng Kachet (Thai: เทศบาลตำบลแกลงกะเฉด) bestehend aus den Teilen der Tambon Klaeng, Kachet.
- Ban Phe (Thai: เทศบาลตำบลบ้านเพ) bestehend aus Teilen des Tambon Phe.
- Thap Ma (Thai: เทศบาลตำบลทับมา) bestehend aus Teilen des Tambon Thap Ma.

Außerdem gibt es sieben „Tambon-Verwaltungsorganisationen“ (องค์การบริหารส่วนตำบล – Tambon Administrative Organizations, TAO)
- Taphong (Thai: องค์การบริหารส่วนตำบลตะพง) bestehend aus dem kompletten Tambon Taphong.
- Phe (Thai: องค์การบริหารส่วนตำบลเพ) bestehend aus Teilen des Tambon Phe.
- Klaeng (Thai: องค์การบริหารส่วนตำบลแกลง) bestehend aus Teilen des Tambon Klaeng.
- Ban Laeng (Thai: องค์การบริหารส่วนตำบลบ้านแลง) bestehend aus dem kompletten Tambon Ban Laeng.
- Na Ta Khwan (Thai: องค์การบริหารส่วนตำบลนาตาขวัญ) bestehend aus dem kompletten Tambon Na Ta Khwan.
- Kachet (Thai: องค์การบริหารส่วนตำบลกะเฉด) bestehend aus Teilen des Tambon Kachet.
- Samnak Thong (Thai: องค์การบริหารส่วนตำบลสำนักทอง) bestehend aus dem kompletten Tambon Samnak Thong.